# تلمبه عباس‌آباد (زرند)
تلمبه عباس‌آباد یک منطقهٔ مسکونی در ایران است که در دهستان دشت خاک واقع شده‌است.